# نظیرلی
نظیرلی (به لاتین: Nəzirli) یک منطقه مسکونی در جمهوری آذربایجان است که در شهرستان بردع واقع شده است. نظیرلی ۷۱۰ نفر جمعیت دارد.